# 第二セントラル
第二セントラル（だいにセントラル）は、セントラルフェリーが運航していたフェリー。

## 概要
セントラルフェリーの第二船として住友重機械工業浦賀造船所で建造され、1971年6月に就航。本船の就航により、川崎 - 神戸航路の毎日運航が開始された。
1972年2月16日、神戸航路、大阪航路が減便により隔日運航となり、第三セントラル、第五セントラルとともに係船された。
その後ギリシャに売却されANEK LINESにて「Candia」、2001年にはアラブ首長国連邦にて売却されNaif Marine Servicesにて「Jabal Ali 3」として就航。

### 航路
セントラルフェリー
- 川崎港 - 神戸港（東神戸フェリーセンター）
- 川崎港 - 大阪港

## 設計
先に建造された第一セントラルの準同型船として全通二層の自動車甲板と一層の前部倉内自動車甲板を設け、トラック輸送を主体とした設計とした。

## 船内
- 特等室（2名×2室）[1]
- 1等室（6名×9室）[1]
- 2等室（392名）[1]
- ドライバー室（60名）[1]
- ラウンジ（48席）[1]